# Luco (Poggibonsi)
Luco è una località del comune italiano di Poggibonsi, nella provincia di Siena, in Toscana.

## Geografia fisica
Luco è situato in un'area agricola a 220 m d'altitudine, a est del centro di Poggibonsi, tra le località di Papaiano a nord e di Talciona a oriente, collegato alla città dalla strada provinciale 103 di Castagnoli. Il borgo dista circa 3 km dal capoluogo comunale e poco più di 32 km da Siena.

## Storia
Il borgo di Luco risale all'epoca alto-medievale e fu signoria del marchese Ugo II di Toscana, il quale nel 998 donò alla badia di Poggibonsi da lui stesso fondata vari possedimenti posti in Luco e il giuspatronato della chiesa di San Martino. Nei secoli XI e XII vari pontefici, con le proprie bolle papali, confermarono alla pieve di Santa Maria a Poggibonsi «quicquid juris habetis in cappella S. Martini de Luco».
Un atto rogato a Luco il 18 maggio 1130, riguardante la donazione di un terreno posto a Talciona, ricorda come la località di Luco fosse allora una giudicaria fiorentina.
Nel 1833 il borgo di Luco contava 262 abitanti.

## Monumenti e luoghi d'interesse
- Chiesa di San Martino, antico edificio di culto della località, è ricordata dal 983 compresa nel plebato di Poggibonsi. La chiesa si presenta in stile romanico, con facciata a capanna del XIII secolo, aula unica con copertura a capriate e paramenti murari in tufo e blocchi di travertino.
- Castello di Strozzavolpe, castello risalente alla prima metà dell'XI secolo, fatto costruire da Benucci dei Salimbeni, si trova su un'altura in posizione strategica, all'incrocio tra la via Cassia e la via Francigena, di fronte al borgo di Luco.[1] L'edificio fu più volte rimaneggiato nel corso del XV, del XVI e del XVIII secolo, e conserva una cinta muraria merlata pressoché intatta e uno svettante torrione d'ingresso.[1] Il castello è legato ad una serie di leggende che sono divenute parte integrante della cultura e della tradizione locale e popolare.